# José Luis López (ur. 1979)
José Luis "Parejita" López Monroy (ur. 19 października 1979 w mieście Meksyk) – meksykański piłkarz występujący na pozycji ofensywnego pomocnika, obecnie zawodnik Veracruz.

## Kariera klubowa
López, opisywany jako szybki i obdarzony dobrym dryblingiem zawodnik, pochodzi ze stołecznego miasta Meksyk i jako trzynastolatek rozpoczął treningi w tamtejszym zespole Pumas UNAM. W przeszłości barwy tego klubu przez wiele lat reprezentował jego ojciec, José Luis López Sánchez, po którym odziedziczył przydomek "Parejita". Jako dwudziestolatek, nie mogąc wywalczyć sobie miejsca w pierwszej drużynie, odszedł na półroczne wypożyczenie do Puebla FC, gdzie argentyński szkoleniowiec Patricio Hernández umożliwił mu debiut w meksykańskiej Primera División; 26 sierpnia 2000 w wygranym 2:1 spotkaniu z Irapuato. Jako piłkarz Puebli pełnił wyłącznie rolę rezerwowego, jednak po powrocie do Pumas od razu został podstawowym piłkarzem ekipy. Premierowego gola w najwyższej klasie rozgrywkowej strzelił 11 lutego 2001 w wygranym 2:1 konfrontacji z Necaxą. W wiosennym sezonie Clausura 2004 zdobył z Pumas pierwszy tytuł mistrza Meksyku, będąc kluczowym piłkarzem zespołu prowadzonego przez Hugo Sáncheza i sukces ten powtórzył również pół roku później, podczas rozgrywek Apertura 2004, tym razem jednak rzadziej pojawiając się na boiskach. W tym samym roku triumfował także ze swoją ekipą w krajowym superpucharze, Campeón de Campeones, a w 2005 roku zajął w nim drugie miejsce. Dotarł też do finału Pucharu Mistrzów CONCACAF i Copa Sudamericana. Ogółem w drużynie Pumas spędził niemal siedem lat, zdobywając 28 goli w 210 spotkaniach ligowych i był ulubieńcem kibiców stołecznego klubu.
Latem 2007 López został piłkarzem drużyny Club Necaxa z siedzibą w mieście Aguascalientes. Od razu wywalczył sobie miejsce w wyjściowej jedenastce, lecz nie odniósł z nową ekipą większych sukcesów i po pół roku został wypożyczony do stołecznego Cruz Azul. Tam z kolei pozostawał rezerwowym zespołu, jednak zdołał wywalczyć z nim tytuł wicemistrza Meksyku w sezonie Clausura 2008. W styczniu 2009 zasilił drugoligowy klub Mérida FC, gdzie podczas fazy Clausura 2009 zwyciężył rozgrywki Primera División A, co wobec porażki w decydującym dwumeczu z Querétaro nie zaowocowało jednak awansem do najwyższej klasy rozgrywkowej. Po upływie półtora roku został zawodnikiem CD Irapuato, również na zasadzie wypożyczenia, w którego barwach w sezonie Clausura 2011 powtórzył osiągnięcie zdobyte z Méridą, lecz podobnie jak tam nie zdołał awansować do pierwszej ligi; tym razem jego zespół okazał się gorszy w dwumeczu od Tijuany.
W jesiennej fazie Apertura 2011 López po raz trzeci wygrał drugą ligę meksykańską, tym razem jako piłkarz Correcaminos UAT z miasta Ciudad Victoria, jednak znów nie zanotował awansu na najwyższy szczebel rozgrywek. W lipcu 2012 został wypożyczony do kolejnego drugoligowego klubu, Tiburones Rojos de Veracruz.
| Sezon     | Klub                        | Kraj   | Rozgrywki        | Mecze | Bramki |
| --------- | --------------------------- | ------ | ---------------- | ----- | ------ |
| 2000/2001 | Puebla FC                   | Meksyk | Primera División | 4     | 0      |
| 2000/2001 | Pumas UNAM                  | Meksyk | Primera División | 16    | 3      |
| 2001/2002 | Pumas UNAM                  | Meksyk | Primera División | 39    | 6      |
| 2002/2003 | Pumas UNAM                  | Meksyk | Primera División | 31    | 3      |
| 2003/2004 | Pumas UNAM                  | Meksyk | Primera División | 42    | 5      |
| 2004/2005 | Pumas UNAM                  | Meksyk | Primera División | 20    | 1      |
| 2005/2006 | Pumas UNAM                  | Meksyk | Primera División | 29    | 4      |
| 2006/2007 | Pumas UNAM                  | Meksyk | Primera División | 33    | 6      |
| 2007/2008 | Club Necaxa                 | Meksyk | Primera División | 17    | 2      |
| 2007/2008 | Cruz Azul                   | Meksyk | Primera División | 7     | 0      |
| 2008/2009 | Mérida FC                   | Meksyk | Liga de Ascenso  | 21    | 5      |
| 2009/2010 | Mérida FC                   | Meksyk | Liga de Ascenso  | 27    | 5      |
| 2010/2011 | CD Irapuato                 | Meksyk | Liga de Ascenso  | 35    | 5      |
| 2011/2012 | Correcaminos UAT            | Meksyk | Liga de Ascenso  | 36    | 1      |
| 2012/2013 | Tiburones Rojos de Veracruz | Meksyk | Liga de Ascenso  |       |        |